# Darina Mifkova
Darina Mifkova (Praga, 24 maggio 1974) è un'ex pallavolista italiana.
Giocava nel ruolo di schiacciatrice.

## Biografia
Darina Mifkova nasce a Praga dal cestista Robert Mifka e dalla pallavolista Anna Bémová, argento al campionato europeo 1971 con la nazionale cecoslovacca; all'età di due anni, al divorzio dei genitori, si trasferisce in Italia al seguito della madre, fra le prime straniere di scena nel campionato di Serie A.

## Carriera

### Club
Esordisce nel 1985 in serie D con il Volley Curno: negli anni successivi cambia diverse squadre, sempre in serie minori, come la Pallavolo Cologno, il Volley Calcinato e Pallavolo Crema '70, le ultime due in serie B. Nella stagione 1991-92 viene ingaggiata dal Volleyball Club Cassano, squadra di serie A1: la stagione si conclude con la retrocessione della squadra. Nell'annata successiva passa al Volley Modena dove resta per tre stagioni, vincendo anche una Coppa delle Coppe.
Nella stagione 1995-96 si trasferisce al Volley Bergamo, dove raggiunge l'apice della sua carriera a livello di club: vince infatti quattro scudetti e tre Coppe Italia consecutive, oltre a due Coppe dei Campioni.
Dopo una stagione nel Centro Ester Pallavolo di Napoli, nel 2000 approda al Vicenza Volley, con la quale vince una Coppa CEV e una Supercoppa italiana.
A partire dal 2002 inizia un peregrinare tra varie formazioni di serie A1 come nel Volley 2002 Forlì, Pieralisi Jesi, Volley Club Padova e Cesena.
Al termine della stagione 2008-09 annuncia il suo ritiro dalla pallavolo agonistica, anche se poi ritorna sulla sua decisione decidendo di proseguire nel Viserba Volley, in serie B2, per poi continuare nel 2010, sempre nella stessa categoria, nell'Atletico Volley di Bologna. Nell'aprile 2011 annuncia il suo ritiro definitivo dall'attività agonistica.

### Nazionale
Nei primi anni novanta ottiene le prime convocazioni in nazionale, anche se per lungo tempo non otterrà risultati rilevanti.
All'inizio del duemila ritorna anche in nazionale con la quale partecipa alle Olimpiadi di Sidney 2000 e ottiene i suoi maggior successi ossia la medaglia d'argento al campionato europeo 2001 e soprattutto la medaglia d'oro al campionato mondiale 2002
L'ultima presenza in nazionale risale al 2004, chiudendo la carriera azzurra con un argento al World Grand Prix.

## Palmarès

### Club
- Campionato italiano: 4

1995-96, 1996-97, 1997-98, 1998-99
- Coppa Italia: 3

1995-96, 1996-97, 1997-98
- Supercoppa italiana: 5

1996, 1997, 1998, 2001, 2002
- Coppa dei Campioni: 2

1996-97, 1998-99
- Coppa delle Coppe: 1

1994-95
- Coppa CEV: 1

2000-01

### Nazionale (competizioni minori)
- Trofeo Valle d'Aosta 2004

### Premi individuali
- 1993 - Campionato europeo: Miglior ricevitrice